# Drepanosticta moluccana
Drepanosticta moluccana – gatunek ważki z rodziny Platystictidae.